# Territori sicòric
El territori sicòric és una de les zones fisiogràfiques dels Països Catalans, concretament correspon a l'extrem oest de Catalunya, entre Tàrrega i Fraga, incloent Lleida. A baixa plana (120-500 m) és la part més àrida de Catalunya i en general és plana formant part de la depressió central de Catalunya. La vegetació està adaptada a l'escassedat de precipitacions, entre 300 400 litres de pluviometria anual que disminueixen en sentit oest.
S'hi troba l'hàbitat d'interés comunitari «44.6112 Alberedes (i pollancredes) amb roja (Rubia tinctorum)», un bosc caducifoli d'àlbers, acompanyats d'oms, pollancres i freixes de fulla petita. Com altres alberedes, ha estat explotada per treure'n fusta; i sovint eliminada per convertir-la en terres agrícoles, atesa la bona qualitat del sòl i la poca profunditat de la capa freàtica. Actualment sembla en procés de recuperació. Segons Oriol de Bolós «Els paisatges, en gran part mancats d'arbres allà on no van ser alterats per l'agricultura o el regadiu recorden els de les terres continentals i àrides de l'Àfrica mediterrània i mereixen d'ésser coneguts com a realment extraordinaris.»
El nom prové de Sicoris, el nom antic del Segre.